# Medina ouelleti
Medina ouelleti là một loài ruồi trong họ Tachinidae.